# Paris Kanellakis
Paris Christos Kanellakis (grec moderne : Πάρις Χρήστος Κανελλάκης), né le 3 décembre 1953 à Athènes et mort le 20 décembre 1995 dans le crash du vol 965 d'American Airlines, est un informaticien gréco-américain. Né citoyen grec, il a obtenu la nationalité américaine en 1988.

## Biographie
En 1976, Kanellakis obtient un diplôme en génie électrique à l'université polytechnique nationale d'Athènes, avec une thèse supervisée par Emmanuel Protonotarios. Il poursuit ses études supérieures en génie électrique et informatique au Massachusetts Institute of Technology. Il obtient son M. Sc. en 1978 et son Ph. D. sous la direction de Papadimitriou au MIT avec une thèse intitulée The complexity of concurrency control for distributed databases en février 1982,.
En 1981, il rejoint le département d'informatique de l'université Brown en tant que professeur assistant. Il devient professeur associé en en 1986 et professeur titulaire en 1990. Il est professeur en « junior sabbatical »  au MIT Computer Science and Artificial Intelligence Laboratory en 1984 , travaillant avec Nancy Lynch, et en 1988 pour une année sabbatique spéciale à l'INRIA, où il travaille avec Serge Abiteboul.
Kanellakis meurt le 20 décembre 1995, avec sa femme et leurs deux enfants dans l'accident du vol 965 d'American Airlines.

## Recherche
Ses contributions scientifiques sont dans le domaine de la théorie des bases de données, notamment sur les bases de données déductives, les bases de données orientées objet, et les bases de données à contraintes, ainsi que dans la tolérance aux pannes, le calcul distribué et en théorie des types,. Il a participé aux comités de programme de nombreuses conférences internationales.
Alexander Allister Shvartsman et Kanellakis ont écrit une monographie : Fault-Tolerant Parallel Computation. Au moment de sa mort, le livre était encore incomplet.

## Prix et distinctions
- 1985 : IBM Faculty Development Award.
- 1987-1989 : Bourse Sloan en mathématiques.
- En 2021, il est lauréat, avec Scott A. Smolka (en), du prix Dijkstra, pour leur article commun : « CCS Expressions, Finite State Processes, and Three Problems of Equivalence ` », Inf. Comput., vol. 86, no 1,‎ 1990, p. 43-68.

## Hommages
- En 1996, l'Association for Computing Machinery crée un prix Paris-Kanellakis, qui est accordée chaque année pour honorer « des réalisations théoriques spécifiques qui ont eu un effet significatif et démontrable sur la pratique de l'informatique[6]. »

- Depuis 1997, le département d'informatique de Brown offre deux Paris Kanellakis Fellowships chaque année, accordés notamment à des étudiants venant de Grèce[7],[8],[9].

## Notices nécrologiques
- « Paris C. Kanellakis, 1953-1995 », Conduit !, vol. 5, no 1,‎ 1996, p. 1–4 (lire en ligne)
- Serge Abiteboul, Gabriel M. Kuper, Harry G. Mairson, Alexander A. Shvartsman et Moshe Y. Vardi, « In Memoriam », ACM Computing Surveys, vol. 28, no 1,‎ 1996a, p. 3–15 (DOI 10.1145/234313.234318, S2CID 13029473)
- Serge Abiteboul, Gabriel M. Kuper, Harry G. Mairson, Alexander A. Shvartsman et Moshe Y. Vardi, « IN MEMORIAM Paris C. Kanellakis », Journal of Algorithms, vol. 20, no 2,‎ 1996b, p. 202–204 (DOI 10.1006/jagm.1996.0010)
- Eugene C. Freuder, « A constraints journal », Constraints, vol. 1, nos 1–2,‎ 1996b, p. 5 (DOI 10.1007/BF00143876, S2CID 40057071)
- Richard Hull « In memoriam: Paris C. Kanellakis » (1996)  (DOI 10.1145/237661.242786)
—Proceedings of the fifteenth Symposium on Principles of Database Systems (PODS'96)
- Pascal Van Hentenryck, « In Memoriam: Paris C. Kanellakis », The Journal of Logic Programming, vol. 27, no 1,‎ 1996, p. 1–3 (DOI 10.1016/S0743-1066(96)90094-1 )
- Moshe Y. Vardi, « In Memoriam: Paris C. Kanellakis (1953–1995) », Information and Computation, vol. 127, no 2,‎ 1996, p. 65 (DOI 10.1006/inco.1996.0051 )
- Peter Buneman et Stan Zdonik, « In Memory of Paris Kanellakis », Journal of Digital Libraries, vol. 1, no 1,‎ 1997 (lire en ligne)
- Ronald Fagin, « Editor's forward », Journal of Computer and System Sciences, vol. 54, no 1,‎ 1997, p. 1 (DOI 10.1006/jcss.1997.1448 )